# Ordre topològic

representació gràfica d'ordre topològic

En física, l'ordre topològic és una mena d'ordre en la fase de temperatura zero de la matèria (també coneguda com a matèria quàntica). Macroscòpicament, l'ordre topològic està definit i descrit per una degeneració robusta de l'estat fonamental i les fases geomètriques no abelianes quantificades d'estats fonamentals degenerats. Microscòpicament, els ordres topològics corresponen a patrons d'entrellaçament quàntic de llarg abast. Els estats amb diferents ordres topològics (o diferents patrons d'entrellaçaments de llarg abast) no poden canviar entre si sense una transició de fase.
Diversos estats ordenats topològicament tenen propietats interessants, com ara (1) la degeneració topològica i les estadístiques fraccionals o les estadístiques no abelianes que es poden utilitzar per realitzar un ordinador quàntic topològic; (2) estats de conducció perfectes que poden tenir aplicacions importants del dispositiu; (3) camp de gauge emergent i estadístiques de Fermi que suggereixen un origen d'informació quàntica de partícules elementals; (4) entropia d'entrellaçament topològic que revela l'origen de l'entrellat de l'ordre topològic, etc. L'ordre topològic és important en l'estudi de diversos sistemes físics com els líquids de spin, i el efecte Hall quàntic, juntament amb aplicacions potencials a la computació quàntica tolerant a errors.
Els aïllants topològics i els superconductors topològics (més enllà de 1D) no tenen ordre topològic tal com s'ha definit anteriorment, els seus entrellaços només són de curt abast, però són exemples d'ordre topològic protegit per simetria.

## Rerefons
La matèria composta per àtoms pot tenir diferents propietats i aparèixer en diferents formes, com sòlid, líquid, superfluid, etc. Aquestes diverses formes de matèria s'anomenen sovint estats de la matèria o fases. Segons la física de la matèria condensada i el principi d'emergència, les diferents propietats dels materials sorgeixen generalment de les diferents maneres en què els àtoms s'organitzen en els materials. Aquestes diferents organitzacions dels àtoms (o altres partícules) s'anomenen formalment ordres en els materials.
Els àtoms es poden organitzar de moltes maneres que donen lloc a molts ordres diferents i molts tipus diferents de materials. La teoria del trencament de la simetria de Landau proporciona una comprensió general d'aquests diferents ordres. Assenyala que els diferents ordres corresponen realment a diferents simetries en les organitzacions dels àtoms constituents. Quan un material canvia d'un ordre a un altre (és a dir, quan el material experimenta una transició de fase), el que passa és que la simetria de l'organització dels àtoms canvia.
Per exemple, els àtoms tenen una distribució aleatòria en un líquid, de manera que un líquid segueix sent el mateix mentre desplacem els àtoms a una distància arbitrària. Diem que un líquid té una simetria de translació contínua. Després d'una transició de fase, un líquid es pot convertir en un cristall. En un cristall, els àtoms s'organitzen en una matriu regular (una xarxa). Una gelosia es manté inalterada només quan la desplacem una distància determinada (nombres per una constant de gelosia), de manera que un cristall només té una simetria de translació discreta. La transició de fase entre un líquid i un cristall és una transició que redueix la simetria de translació contínua del líquid a la simetria discreta del cristall. Aquest canvi de simetria s'anomena trencament de simetria. L'essència de la diferència entre líquids i cristalls és, per tant, que les organitzacions dels àtoms tenen diferents simetries en les dues fases.
La teoria del trencament de la simetria de Landau ha estat una teoria molt reeixida. Durant molt de temps, els físics van creure que la teoria de Landau descrivia tots els ordres possibles dels materials i totes les transicions de fase (continues) possibles.

## Mecanisme
Una gran classe d'ordres topològics 2+1D es realitza mitjançant un mecanisme anomenat condensació string-net. Aquesta classe d'ordres topològics pot tenir una vora buida i es classifiquen segons la teoria de la categoria de fusió unitària (o categoria monoïdal ). Es descobreix que la condensació de xarxa de corda pot generar infinitat de tipus diferents d'ordres topològics, cosa que pot indicar que queden molts tipus nous de materials per descobrir.
Els moviments col·lectius de les cordes condensades donen lloc a excitacions per sobre dels estats condensats de cordes en xarxa. Aquestes excitacions resulten ser bosons gauge. Els extrems de les cordes són defectes que corresponen a un altre tipus d'excitacions. Aquestes excitacions són les càrregues gauge i poden portar estadístiques de Fermi o fraccionades.
Les condensacions d'altres objectes extensos com les " membranes ", les "xarxes de branca", i els fractals també condueixen a fases ordenades topològicament i a "vidriositat quàntica".

## Aplicacions
Els materials descrits per la teoria de trencament de simetria de Landau han tingut un impacte substancial en la tecnologia. Per exemple, els materials ferromagnètics que trenquen la simetria de rotació d'espín es poden utilitzar com a mitjà d'emmagatzematge d'informació digital. Un disc dur fet de materials ferromagnètics pot emmagatzemar gigabytes d'informació. Els cristalls líquids que trenquen la simetria rotacional de les molècules troben una àmplia aplicació en la tecnologia de visualització. Els cristalls que trenquen la simetria de translació donen lloc a bandes electròniques ben definides que al seu torn ens permeten fabricar dispositius semiconductors com els transistors. Els diferents tipus d'ordres topològics són fins i tot més rics que els diferents tipus d'ordres de ruptura de simetria. Això suggereix el seu potencial per a aplicacions interessants i noves.